# Uriel Antuna
Carlos Uriel Antuna Romero (Gómez Palacio, Durango; 21 de agosto de 1997) es un futbolista mexicano. Juega como extremo derecho y su equipo actual es Tigres de la UANL de la Primera División de México. Es también jugador internacional absoluto con la selección de fútbol de México.

## Trayectoria
Inicios y Club Santos Laguna
Antuna comenzó jugando con el equipo sub-15 del Club Santos Laguna en 2012. En 2014 pasó a jugar con la categoría sub-17 donde estuvo durante una temporada y consiguió el subcampeonato del Apertura 2014. En febrero de 2015 fue convocado para participar en la Viareggio Cup, en donde jugó los tres partidos que disputó su equipo y en abril de se coronó campeón de la Dallas Cup en la categoría super sub-17 al derrotar a Monterrey en la final por marcador de 1-0, jugó los cinco partidos que disputó su equipo y terminó como goleador del torneo con cuatro goles. A partir de junio de 2015 empezó a jugar con la escuadra sub-20 con quienes logró el campeonato de la categoría al derrotar en penales al Club Tijuana.
Tuvo sus primeras participaciones con el equipo mayor durante la Copa Socio MX 2016, pero sufrió una lesión lo cual evitó que estuviera listo para el inicio del Torneo Apertura 2016. Tras recuperarse, debutó con el primer equipo el 24 de agosto de 2016 en un partido de la Copa México ante Fútbol Club Juárez el cual terminó empatado a tres goles. Debutó en primera división el 5 de marzo de 2017, al entrar de cambio por Carlos Izquierdoz en la derrota como visitante de Santos ante el Club Universidad Nacional.
El 12 de julio se anunció su venta al City Football Group, una compañía dueña de diferentes equipos de fútbol. Antuna firmó contrato con Manchester City.
Manchester City y cesión a Football Club Groningen
El 8 de agosto se oficializó su préstamo por dos temporadas con el Football Club Groningen de la Eredivisie. El 21 de agosto fue presentado como refuerzo. Debutó en la Eredivisie el 10 de septiembre, en el empate a un gol contra VVV Venlo, Antuna entró de cambió al minuto 56 en lugar de Oussama Idrissi.
El 29 de octubre fue titular por primera vez y jugó los 90 minutos en la derrota de su equipo ante el Sparta de Róterdam.
Los Angeles Galaxy
El 29 de enero de 2019, se hace oficial el fichaje de Antuna al Los Angeles Galaxy en calidad de préstamo por 1 año, en donde jugó como volante por izquierda. Marcó su primer gol para el equipo en la victoria por 2-1 sobre el Real Salt Lake el 28 de abril del 2019. En octubre de 2019, se oficializa que el Manchester City renovó su contrato hasta 2022.
Club Deportivo Guadalajara
El 28 de noviembre de 2019 se oficializa el traspaso de Antuna al Club Deportivo Guadalajara, a través de un comunicado en sus redes sociales, convirtiéndose en el primer refuerzo de cara al Clausura 2020, la transacción fue de 12 millones de dólares. Debutó ante los Bravos de Juárez el 11 de enero de 2020, entrando de cambio por Isaác Brizuela.

## Selección nacional

### Categorías inferiores

#### Sub-18
Fue convocado por primera vez a una selección menor para una concentración de la categoría sub-18 en septiembre de 2015. Unas semanas después, en noviembre, fue convocado nuevamente a otra concentración.

#### Sub-20
En 2016 recibió sus primeros llamados con la categoría sub-20. Logró el campeonato de la Copa Bahrain en 2016. Unos meses después se proclamó campeón del Torneo Cuatro Naciones, el cual se disputó en China, en donde anotó un gol. En el Campeonato Sub-20 de la Concacaf de 2017 disputó todo los partidos, anotó 3 goles y dio 3 asistencias, además, logró la clasificación al mundial de la categoría y formó parte del 11 ideal del torneo. Fue convocado para participar en la Copa Mundial de Fútbol Sub-20 de 2017. Disputó cinco partidos, dio una asistencia y fue eliminado en cuartos de final por Inglaterra.

#### Sub-21
Esperanzas de Toulon
El 22 de mayo de 2018; Uriel Antuna fue incluido en la lista definitiva de los 20 jugadores qué jugarían el Torneo Esperanzas de Toulon 2018, con sede en Francia.
El 26 de mayo de 2018; Uriel Antuna debutó en el Torneo Esperanzas de Toulon de 2018 jugando los 80' en la victoria 4-0 ante Qatar.
Disputó el "CFA Team China Chongqing Three Georges Bank Cup International Youth Football Tournament" en noviembre y se coronó campeón al obtener la mayor cantidad de puntos en el torneo.

### Selección absoluta
El 3 de noviembre de 2017; fue convocado por Juan Carlos Osorio  por primera vez a la selección mexicana para disputar dos partidos amistosos en Europa ante Bélgica y Polonia.
Entra a la convocatoria preliminar de Gerardo Martino para disputar la Copa Oro 2019 sin embargo sale de la lista en la convocatoria final. Debido a las múltiples lesiones en el cuadro Azteca vuelve a ser convocado. En el debut de la selección mexicana en la copa oro 2019 ante Cuba entró de última hora al once inicial , esa misma noche en el Rose Bowl de Pasadena, California anotó su primer hat-trick junto con una asistencia a gol.

### Participaciones en selección nacional
| Competición                         | Categoría                           | Sede                                | Resultado                           | Partidos | Goles | Asistencias |
| ----------------------------------- | ----------------------------------- | ----------------------------------- | ----------------------------------- | -------- | ----- | ----------- |
| Campeonato Sub-20 de 2017           | Sub-20                              | Costa Rica                          | Tercer lugar                        | 5        | 3     | 3           |
| Mundial Sub-20 de 2017              | Sub-20                              | Corea del Sur                       | Cuartos de final                    | 5        | 0     | 1           |
| Esperanzas de Toulon 2018           | Sub-21                              | Francia                             | Subcampeón                          | 5        | 0     | 3           |
| Copa de Oro de la Concacaf 2019     | Absoluta                            | Estados Unidos                      | Campeón                             | 4        | 4     | 0           |
| Preolímpico Concacaf 2020           | Sub-23                              | Guadalajara                         | Campeón                             | 5        | 3     | 1           |
| Juegos Olímpicos de 2020            | Sub-23                              | Japón                               | Tercer lugar                        | 4        | 1     | 2           |
| Copa Mundial de Fútbol de 2022      | Absoluta                            | Catar                               | Primera fase                        | 3        | 0     | 0           |
| Total parcial en selección nacional | Total parcial en selección nacional | Total parcial en selección nacional | Total parcial en selección nacional | 29       | 11    | 10          |

## Estadísticas

### Clubes
Actualizado al último partido jugado el 19 de julio de 2025.
| Club                         | Div.          | Temporada     | Liga  | Liga  | Liga   | Copas nacionales | Copas nacionales | Copas nacionales | Copas internacionales | Copas internacionales | Copas internacionales | Total | Total | Total  | Media goleadora |
| Club                         | Div.          | Temporada     | Part. | Goles | Asist. | Part.            | Goles            | Asist.           | Part.                 | Goles                 | Asist.                | Part. | Goles | Asist. | Media goleadora |
| ---------------------------- | ------------- | ------------- | ----- | ----- | ------ | ---------------- | ---------------- | ---------------- | --------------------- | --------------------- | --------------------- | ----- | ----- | ------ | --------------- |
| C. Santos Laguna México      | 1.ª           | 2016-17       | 1     | 0     | 0      | 1                | 0                | 0                | —                     | —                     | —                     | 2     | 0     | 0      | 0.00            |
| C. Santos Laguna México      | Total club    | Total club    | 1     | 0     | 0      | 1                | 0                | 0                | 0                     | 0                     | 0                     | 2     | 0     | 0      | 0.00            |
| F. C. Groningen Países Bajos | 1.ª           | 2017-18       | 11    | 0     | 0      | 1                | 0                | 0                | —                     | —                     | —                     | 12    | 0     | 0      | 0.00            |
| F. C. Groningen Países Bajos | 1.ª           | 2018          | 9     | 0     | 0      | 1                | 0                | 0                | —                     | —                     | —                     | 10    | 0     | 0      | 0.00            |
| F. C. Groningen Países Bajos | Total club    | Total club    | 20    | 0     | 0      | 2                | 0                | 0                | 0                     | 0                     | 0                     | 22    | 0     | 0      | 0.00            |
| L. A. Galaxy Estados Unidos  | 1.ª           | 2019          | 33    | 6     | 5      | —                | —                | —                | —                     | —                     | —                     | 33    | 6     | 5      | 0.18            |
| L. A. Galaxy Estados Unidos  | Total club    | Total club    | 33    | 6     | 5      | 0                | 0                | 0                | 0                     | 0                     | 0                     | 33    | 6     | 5      | 0.18            |
| C. D. Guadalajara México     | 1.ª           | C-2020        | 9     | 0     | 1      | 2                | 0                | 0                | —                     | —                     | —                     | 11    | 0     | 1      | 0.00            |
| C. D. Guadalajara México     | 1.ª           | 2020-21       | 38    | 6     | 7      | —                | —                | —                | —                     | —                     | —                     | 38    | 6     | 7      | 0.15            |
| C. D. Guadalajara México     | 1.ª           | A-2021        | 15    | 0     | 0      | —                | —                | —                | —                     | —                     | —                     | 15    | 0     | 0      | 0.00            |
| C. D. Guadalajara México     | Total club    | Total club    | 62    | 6     | 8      | 2                | 0                | 0                | 0                     | 0                     | 0                     | 64    | 6     | 8      | 0.09            |
| C. D. Cruz Azul México       | 1.ª           | C-2022        | 20    | 2     | 4      | 0                | 0                | 0                | 5                     | 2                     | 0                     | 25    | 4     | 4      | 0.16            |
| C. D. Cruz Azul México       | 1.ª           | 2022-23       | 35    | 8     | 4      | 1                | 0                | 0                | 0                     | 0                     | 0                     | 36    | 8     | 4      | 0.22            |
| C. D. Cruz Azul México       | 1.ª           | 2023-24       | 37    | 14    | 6      | 0                | 0                | 0                | 3                     | 1                     | 0                     | 40    | 15    | 6      | 0.37            |
| C. D. Cruz Azul México       | 1.ª           | 2024-25       | 5     | 0     | 0      | 0                | 0                | 0                | 4                     | 1                     | 0                     | 9     | 1     | 0      | 0.12            |
| C. D. Cruz Azul México       | Total club    | Total club    | 97    | 24    | 14     | 1                | 0                | 0                | 12                    | 4                     | 0                     | 110   | 28    | 14     | 0.25            |
| Tigres México                | 1.ª           | 2024-25       | 29    | 0     | 3      | —                | —                | —                | 6                     | 1                     | 0                     | 35    | 1     | 3      | 0.03            |
| Tigres México                | 1.ª           | 2025          | 1     | 0     | 0      | —                | —                | —                | 0                     | 0                     | 0                     | 1     | 0     | 0      | 0               |
| Tigres México                | Total club    | Total club    | 30    | 0     | 3      | —                | —                | —                | 6                     | 1                     | 0                     | 36    | 1     | 3      | 0.03            |
| Total carrera                | Total carrera | Total carrera | 243   | 36    | 29     | 6                | 0                | 0                | 18                    | 5                     | 0                     | 267   | 41    | 28     | 0.15            |
| 1. 2.                        |               |               |       |       |        |                  |                  |                  |                       |                       |                       |       |       |        |                 |

### Selección de México
Actualizado al último partido jugado el 26 de noviembre de 2022.
| Selección         | Año   | Eliminatorias | Eliminatorias | Eliminatorias | Continental | Continental | Continental | Mundial | Mundial | Mundial | Amistosos | Amistosos | Amistosos | Total | Total | Total  | Media goleadora |
| Selección         | Año   | Part.         | Goles         | Asist.        | Part.       | Goles       | Asist.      | Part.   | Goles   | Asist.  | Part.     | Goles     | Asist.    | Part. | Goles | Asist. | Media goleadora |
| ----------------- | ----- | ------------- | ------------- | ------------- | ----------- | ----------- | ----------- | ------- | ------- | ------- | --------- | --------- | --------- | ----- | ----- | ------ | --------------- |
| Absoluta · México |       |               |               |               |             |             |             |         |         |         |           |           |           |       |       |        |                 |
| 2017              | —     | —             | —             | —             | —           | —           | —           | —       | —       | 0       | 0         | 0         | 0         | 0     | 0     | 0.00   |                 |
| 2019              | —     | —             | —             | 9             | 5           | 5           | —           | —       | —       | 3       | 1         | 1         | 12        | 6     | 6     | 0.50   |                 |
| 2020              | —     | —             | —             | —             | —           | —           | —           | —       | —       | 3       | 1         | 1         | 3         | 1     | 1     | 0.33   |                 |
| 2021              | 4     | 0             | 0             | 2             | 0           | 0           | —           | —       | —       | 5       | 0         | 0         | 10        | 0     | 0     | 0.00   |                 |
| 2022              | 3     | 1             | 0             | 2             | 0           | 0           | 3           | 0       | 0       | 6       | 1         | 0         | 9         | 2     | 0     | 0.33   |                 |
| 2023              | —     | —             | —             | 10            | 0           | 3           | —           | —       | —       | 7       | 4         | 3         | 17        | 4     | 6     | 0.23   |                 |
| 2024              | —     | —             | —             | 2             | 0           | 0           | —           | —       | —       | 0       | 0         | 0         | 2         | 0     | 0     |        |                 |
| Total             | Total | 7             | 1             | 0             | 25          | 5           | 8           | 3       | 0       | 0       | 24        | 7         | 5         | 36    | 9     | 7      | 0.29            |
| 1.                |       |               |               |               |             |             |             |         |         |         |           |           |           |       |       |        |                 |

#### Partidos internacionales
| Detalle de partidos internacionales | Detalle de partidos internacionales | Detalle de partidos internacionales              | Detalle de partidos internacionales | Detalle de partidos internacionales | Detalle de partidos internacionales | Detalle de partidos internacionales | Detalle de partidos internacionales        |
| N.º                                 | Fecha                               | Estadio                                          | Rival                               | Resultado                           | Goles                               | Asist.                              | Competición                                |
| Selección absoluta                  | Selección absoluta                  | Selección absoluta                               | Selección absoluta                  | Selección absoluta                  | Selección absoluta                  | Selección absoluta                  | Selección absoluta                         |
| ----------------------------------- | ----------------------------------- | ------------------------------------------------ | ----------------------------------- | ----------------------------------- | ----------------------------------- | ----------------------------------- | ------------------------------------------ |
| 1.                                  | 5 de junio de 2019                  | Mercedes-Benz, Atlanta, Estados Unidos           | Venezuela                           | 3-1                                 |                                     | Asistencia                          | Amistoso                                   |
| 2.                                  | 9 de junio de 2019                  | AT&T Stadium, Arlington, Estados Unidos          | Ecuador                             | 3-2                                 |                                     |                                     | Amistoso                                   |
| 3.                                  | 15 de junio de 2019                 | Rose Bowl, Pasadena, Estados Unidos              | Cuba                                | 7-0                                 | Anotado · Anotado · Anotado         | Asistencia                          | Copa de Oro de 2019                        |
| 4.                                  | 19 de junio de 2019                 | Sports Authority Field, Denver, Estados Unidos   | Canadá                              | 3-1                                 |                                     | Asistencia                          | Copa de Oro de 2019                        |
| —                                   | 23 de junio de 2019                 | Bank of America, Charlotte, Estados Unidos       | Martinica                           | 2-3                                 | Anotado                             |                                     | Copa de Oro de 2019                        |
| 5.                                  | 29 de junio de 2019                 | NRG, Houston, Estados Unidos                     | Costa Rica                          | 1-1                                 |                                     |                                     | Copa de Oro de 2019                        |
| 6.                                  | 2 de julio de 2019                  | State Farm Stadium, Glendale, Estados Unidos     | Haití                               | 0-1                                 |                                     |                                     | Copa de Oro de 2019                        |
| 7.                                  | 7 de julio de 2019                  | Soldier Field, Chicago, Estados Unidos           | Estados Unidos                      | 1-0                                 |                                     |                                     | Copa de Oro de 2019                        |
| 8.                                  | 6 de septiembre de 2019             | MetLife, East Rutherford, Estados Unidos         | Estados Unidos                      | 0-3                                 | Anotado                             |                                     | Amistoso                                   |
| 9.                                  | 11 de octubre de 2019               | Nacional, Hamilton, Bermudas                     | Bermudas                            | 1-5                                 | Anotado                             | Asistencia                          | Liga de Naciones de 2019-20                |
| 10.                                 | 15 de octubre de 2019               | Azteca, Ciudad de México, México                 | Panamá                              | 3-1                                 |                                     | Asistencia                          | Liga de Naciones de 2019-20                |
| 11.                                 | 15 de noviembre de 2019             | Rommel Fernández, Ciudad de Panamá, Panamá       | Panamá                              | 0-3                                 |                                     | Asistencia                          | Liga de Naciones de 2019-20                |
| 12.                                 | 19 de noviembre de 2019             | Nemesio Díez, Toluca, México                     | Bermudas                            | 2-1                                 | Anotado                             |                                     | Liga de Naciones de 2019-20                |
| 13.                                 | 30 de septiembre de 2020            | Azteca, Ciudad de México, México                 | Guatemala                           | 3-0                                 |                                     | Asistencia                          | Amistoso                                   |
| 14.                                 | 14 de noviembre de 2020             | Wiener Neustadter, Wiener Neustadt, Austria      | Corea del Sur                       | 2-3                                 | Anotado                             |                                     | Amistoso                                   |
| 15.                                 | 17 de noviembre de 2020             | Merkur Arena, Graz, Austria                      | Japón                               | 0-2                                 |                                     |                                     | Amistoso                                   |
| 16.                                 | 29 de mayo de 2021                  | AT&T Stadium, Arlington, Estados Unidos          | Islandia                            | 2-1                                 |                                     |                                     | Amistoso                                   |
| 17.                                 | 3 de junio de 2021                  | Mile High, Denver, Estados Unidos                | Costa Rica                          | 0-0 (5-4 p.)                        |                                     |                                     | Liga de Naciones de 2019-20                |
| 18.                                 | 6 de junio de 2021                  | Mile High, Denver, Estados Unidos                | Estados Unidos                      | 3-2                                 |                                     |                                     | Liga de Naciones de 2019-20                |
| 19.                                 | 12 de junio de 2021                 | Mercedes-Benz, Atlanta, Estados Unidos           | Honduras                            | 0-0                                 |                                     |                                     | Amistoso                                   |
| 20.                                 | 30 de junio de 2021                 | Nissan, Nashville, Estados Unidos                | Panamá                              | 3-0                                 |                                     |                                     | Amistoso                                   |
| 21.                                 | 2 de septiembre de 2021             | Azteca, Ciudad de México, México                 | Jamaica                             | 2-1                                 |                                     |                                     | Clasificación para la Copa Mundial de 2022 |
| 22.                                 | 8 de septiembre de 2021             | Rommel Fernández, Ciudad de Panamá, Panamá       | Panamá                              | 1-1                                 |                                     |                                     | Clasificación para la Copa Mundial de 2022 |
| 23.                                 | 7 de octubre de 2021                | Azteca, Ciudad de México, México                 | Canadá                              | 1-1                                 |                                     |                                     | Clasificación para la Copa Mundial de 2022 |
| 24.                                 | 10 de octubre de 2021               | Azteca, Ciudad de México, México                 | Honduras                            | 3-0                                 |                                     |                                     | Clasificación para la Copa Mundial de 2022 |
| 25.                                 | 28 de octubre de 2021               | Bank of America, Charlotte, Estados Unidos       | Ecuador                             | 2-3                                 |                                     |                                     | Amistoso                                   |
| 26.                                 | 9 de diciembre de 2021              | Q2 Stadium, Austin, Estados Unidos               | Chile                               | 2-2                                 |                                     | Asistencia                          | Amistoso                                   |
| 27.                                 | 27 de enero de 2022                 | Independence Park, Kingston, Jamaica             | Jamaica                             | 1-2                                 |                                     |                                     | Clasificación para la Copa Mundial de 2022 |
| 28.                                 | 27 de marzo de 2022                 | Olímpico Metropolitano, San Pedro Sula, Honduras | Honduras                            | 0-1                                 |                                     |                                     | Clasificación para la Copa Mundial de 2022 |
| 29.                                 | 30 de marzo de 2022                 | Azteca, Ciudad de México, México                 | El Salvador                         | 2-0                                 | Anotado                             |                                     | Clasificación para la Copa Mundial de 2022 |
| 30.                                 | 5 de junio de 2022                  | Soldier Field, Chicago, Estados Unidos           | Ecuador                             | 0-0                                 |                                     |                                     | Amistoso                                   |
| 31.                                 | 14 de junio de 2022                 | Independence Park, Kingston, Jamaica             | Jamaica                             | 1-1                                 |                                     |                                     | Liga de Naciones de 2022-23                |
| 32.                                 | 31 de agosto de 2022                | Mercedes Benz, Atlanta, Estados Unidos           | Paraguay                            | 0-1                                 |                                     |                                     | Amistoso                                   |
| 33.                                 | 24 de septiembre de 2022            | Rose Bowl, Pasadena, Estados Unidos              | Perú                                | 1-0                                 |                                     |                                     | Amistoso                                   |
| 34.                                 | 27 de septiembre de 2022            | Levi's Stadium, Santa Clara, Estados Unidos      | Colombia                            | 2-3                                 |                                     |                                     | Amistoso                                   |
| 35.                                 | 9 de noviembre de 2022              | Municipal Montilivi, Gerona, España              | Irak                                | 4-0                                 | Anotado                             |                                     | Amistoso                                   |

### Hat-tricks
| Partidos en los que anotó tres o más goles | Partidos en los que anotó tres o más goles | Partidos en los que anotó tres o más goles | Partidos en los que anotó tres o más goles | Partidos en los que anotó tres o más goles | Partidos en los que anotó tres o más goles | Partidos en los que anotó tres o más goles |
| N.º                                        | Fecha                                      | Estadio                                    | Partido                                    | Goles                                      | Resultado                                  | Competición                                |
| ------------------------------------------ | ------------------------------------------ | ------------------------------------------ | ------------------------------------------ | ------------------------------------------ | ------------------------------------------ | ------------------------------------------ |
| 1                                          | 15 de junio de 2019                        | Rose Bowl, California, Estados Unidos      | México - Cuba                              | Anotado · Anotado · Anotado                | 7 - 0                                      | Copa de Oro de la Concacaf 2019            |

### Resumen estadístico
|                            | Partidos | Goles | Promedio |
| -------------------------- | -------- | ----- | -------- |
| Liga                       | 116      | 12    | 0.10     |
| Copas nacionales           | 5        | 0     | 0.00     |
| Selección de México sub-20 | 10       | 3     | 0.30     |
| Selección de México sub-21 | 5        | 0     | 0.00     |
| Selección de México sub-23 | 6        | 1     | 0.16     |
| Selección de México        | 35       | 10    | 0.28     |
| Total                      | 177      | 26    | 0.13     |

## Palmarés

### Títulos nacionales
| Título                  | Club      | País           | Año  |
| ----------------------- | --------- | -------------- | ---- |
| Supercopa de la Liga MX | Cruz Azul | Estados Unidos | 2022 |

### Títulos internacionales
| Título                     | Club (*)                      | País                   | Año  |
| -------------------------- | ----------------------------- | ---------------------- | ---- |
| Copa de Oro                | México                        | Estados Unidos         | 2019 |
| Juegos Olímpicos           | México sub-23                 | Japón                  | 2021 |
| Copa de Oro de la Concacaf | Selección de fútbol de México | Estados Unidos- Canadá | 2023 |

(*) Incluyendo la Selección

### Distinciones individuales
| Distinción                                                     | Año  |
| -------------------------------------------------------------- | ---- |
| Campeón de Goleo del Torneo Clausura Torneo Clausura (8 goles) | 2024 |